# فرانس مولر (لاعب كرة مضرب)
فرانس مولر (بالسويدية: Frans Möller)‏ هو لاعب كرة مضرب سويدي، ولد في 19 مايو 1886 في ستوكهولم في السويد، وتوفي في 10 أكتوبر 1954.

## وصلات خارجية
- فرانس مولر على موقع الاتحاد الدولي لكرة المضرب (الإنجليزية)
- فرانس مولر على موقع اللجنة الأولمبية الدولية (الإنجليزية)
- فرانس مولر على موقع أوليمبيديا (الإنجليزية)
- فرانس مولر على موقع اللجنة الأولمبية السويدية (السويدية)